# 시드 (스포츠)
시드(seed)는 토너먼트 대회에서, 예선에서 강한 팀이나 선수들끼리 일찍 맞붙지 않게 대진표를 작성하는 작업 또는 그러한 시드에 해당하는 팀이나 선수를 가리킨다. 
몇몇 대회에서는 처음부터 시드에 따라 본선 진출권을 주기도 한다.

## 같이 보기
- 부전승